# Kåtaträsket (Arvidsjaurs socken, Lappland)
Kåtaträsket är en sjö i Arvidsjaurs kommun i Lappland och ingår i Byskeälvens huvudavrinningsområde. Sjön har en area på 0,104 kvadratkilometer och ligger 476 meter över havet.

## Delavrinningsområde
Kåtaträsket ingår i det delavrinningsområde (726542-164182) som SMHI kallar för Mynnar i Svärdälven. Medelhöjden är 495 meter över havet och ytan är 3,78 kvadratkilometer. Det finns inga avrinningsområden uppströms utan avrinningsområdet är högsta punkten. Vattendraget som avvattnar avrinningsområdet har biflödesordning 3, vilket innebär att vattnet flödar genom totalt 3 vattendrag innan det når havet efter 185 kilometer. Avrinningsområdet består mestadels av skog (64 procent) och sankmarker (16 procent). Avrinningsområdet har 0,48 kvadratkilometer vattenytor vilket ger det en sjöprocent på 12,6 procent.